# Akethorpe
Akethorpe is een verdwenen dorpje nabij Lowestoft in het Engelse graafschap Suffolk. Akethorpe werd in het Domesday Book van 1086 vermeld als 'Aketorp'. Indertijd werd een bevolking genoteerd van 4 huishoudens, erg klein voor die tijd. Er was akkerland voor 1½ "ploeg" en 1 acre aan weidegrond. Midden vijftiende eeuw wordt de plaats (als landgoed) nog genoemd in documenten (van overdracht) van bezittingen.